# Jānis Bojārs
Jānis Bojārs (né le 12 mai 1956 et mort le 5 juin 2018) est un athlète soviétique (letton), spécialiste du lancer du poids.

## Biographie
Concourant pour l'URSS dès la fin des années 1970, il se classe deuxième des Championnats d'Europe 1982, à Athènes, derrière l'Est-Allemand Udo Beyer, avec la marque de 20,81 m. En début de saison 1983, à Budapest, Jānis Bojārs remporte le titre des Championnats d'Europe en salle avec un jet à 20,56 m, devançant sur le podium son compatriote Aleksandr Baryshnikov et le Yougoslave Ivan Ivančić. Il se classe troisième de l'édition suivante, en 1981. Il participe cette même année aux Championnats du monde inauguraux d'Helsinki et se classe cinquième du concours du poids avec 20,32 m.
Le Letton s'adjuge un second titre  continental en salle consécutif en s'imposant lors des Championnats d'Europe en salle 1984, à Göteborg, avec 20,84 m, devant le Suisse Werner Günthör et l'Italien Alessandro Andrei. En 1985, il se classe troisième des Jeux mondiaux en salle disputés au Palais omnisports de Paris-Bercy.

### Palmarès
| Date | Compétition                    | Lieu     | Résultat | Marque  |
| ---- | ------------------------------ | -------- | -------- | ------- |
| 1982 | Championnats d'Europe          | Athènes  | 2e       | 20,81 m |
| 1983 | Championnats d'Europe en salle | Budapest | 1er      | 20,56 m |
| 1983 | Championnats du monde          | Helsinki | 5e       | 20,32 m |
| 1984 | Championnats d'Europe en salle | Göteborg | 1er      | 20,84 m |
| 1985 | Jeux mondiaux en salle         | Paris    | 3e       | 19,94 m |
| 1985 | Championnats d'Europe en salle | Athènes  | 4e       | 20,03 m |
| 1986 | Championnats d'Europe en salle | Madrid   | 4e       | 20,09 m |
| 1986 | Goodwill Games                 | Moscou   | 5e       | 20,11 m |

### Records
| Épreuve         | Épreuve   | Performance | Lieu   | Date            |
| --------------- | --------- | ----------- | ------ | --------------- |
| Lancer du poids | Plein air | 21,74 m     | Riga   | 14 juillet 1984 |
| Lancer du poids | Salle     | 21,25 m     | Moscou | 17 février 1984 |